# Ghiacciaio DuBeau
Il ghiacciaio DuBeau (in inglese DuBeau Glacier) è un ghiacciaio lungo circa 33 km situato sulla costa di Knox, nella parte occidentale della Terra di Wilkes, in Antartide. Il ghiacciaio fluisce verso nord fino a giungere sulla costa antartica poco a ovest dell'isola Merritt.

## Storia
Il ghiacciaio DuBeau è stato mappato per la prima volta nel 1955 da G.D. Blodgett grazie a fotografie aeree scattate durante l'operazione Highjump, 1946-1947, ed è stato in seguito così battezzato dal Comitato consultivo dei nomi antartici in onore di Earl P. DuBeau, una analista fotografico facente parte della Operazione Windmill, 1947-48, che diede supporto nell'installazione di stazioni di controllo astronomico lungo la costa della Regina Maria, la costa di Knox e la costa di Budd.